# Maze War
Maze War (conocido también como The Maze Game, Maze Wars, Mazewar o, simplemente, Maze) es un videojuego de disparos en primera persona de gran relevancia histórica, aparecido entre 1973 y 1974.

## Jugabilidad
El jugador se desplaza por un laberinto, lleno de enemigos que se mueven hacia atrás y delante, y que giran a la izquierda y a la derecha. Los jugadores van ganando puntos conforme aciertan con sus disparos a otros jugadores y los pierden cuando son abatidos. La Imlac PDS-1 por ser una computadora central permitía hasta 72 jugadores jugar simultanemente. 
El sistema de juego se muestra simple comparándolo con los estándares posteriores. Los demás jugadores tienen forma de globo ocular. Cuando un jugador ve a otro, puede dispararle. Los jugadores van ganando puntos conforme aciertan con sus disparos a otros jugadores, y los pierden cuando son ellos los abatidos. Ocasionalmente, en algunas versiones, también puede aparecer un pato.

## Desarrollo
Corría el año 1973 cuando Steve Colley comienza a desarrollar Maze War en la computadora Imlac PDS-1. El videojuego no se terminaría de desarrollar hasta 1974.
Junto con Spasim, que fue desarrollado por Jim Bowery, es considerado el primer videojuego de disparos en primera persona. Posteriormente fue portado a Mac, computadora NeXT, PalmOS y Xerox Star.

## Legado
Steve Colley subsecuentemente trabajo en las primeras versiones del Mars Exploration Rover para la NASA, y encontró que su trabajo de perspectiva en 3D en Maze Wars era útil para este proyecto.
Maze War originó y extendió un gran número de conceptos usados en miles de videojuegos. Tanto su innovación como la combinación de estos elementos creó un conocimiento previo que permitió que miles de videojuegos fueran desarrollados posteriormente sin preocuparse por disputas sobre propiedad intelectual relacionadas con estas características.
Aunque se suele dar por correcto que Wolfenstein 3D fue el primer videojuego de disparos en primera persona, podría decirse que el real pionero de la perspectiva en primera persona fue Maze War, aunque, efectivamente, no sería hasta Wolfenstein 3D y, sobre todo, Doom, cuando el género se hiciera popular.